# Donarstraat
De Donarstraat is een straat in Amsterdam-Zuid.
De amper vijftig meter lange straat kreeg zijn naam per raadsbesluit van 19 december 1929, een vernoeming naar Thor, in het Nederlands aangeduid als Donar. De straat begint in het noorden als zijstraat van de Argonautenstraat en loopt zuidwaarts tot aan de Stadionkade, Zuider Amstelkanaal.
De huisnummers lopen op van 1 tot en met 13 (oneven) en 2 tot met 10 (even). De oneven zijde naar een ontwerp van Th.J. Lammers kijkt daarbij uit over de speelvelden behorende bij het rijksmonument de Olympiaschool, staande aan Stadionkade 113. De even zijde, behalve nummer 2 een ontwerp van Arend Jan Westerman, kijkt uit op de vroegere balletschool met adres aan de Agamenmnonstraat/Stadionkade naar een ontwerp van de Dienst der Publieke Werken. Huisnummer 2 is een onderdeel van de eerder genoemde Olympiaschool.  

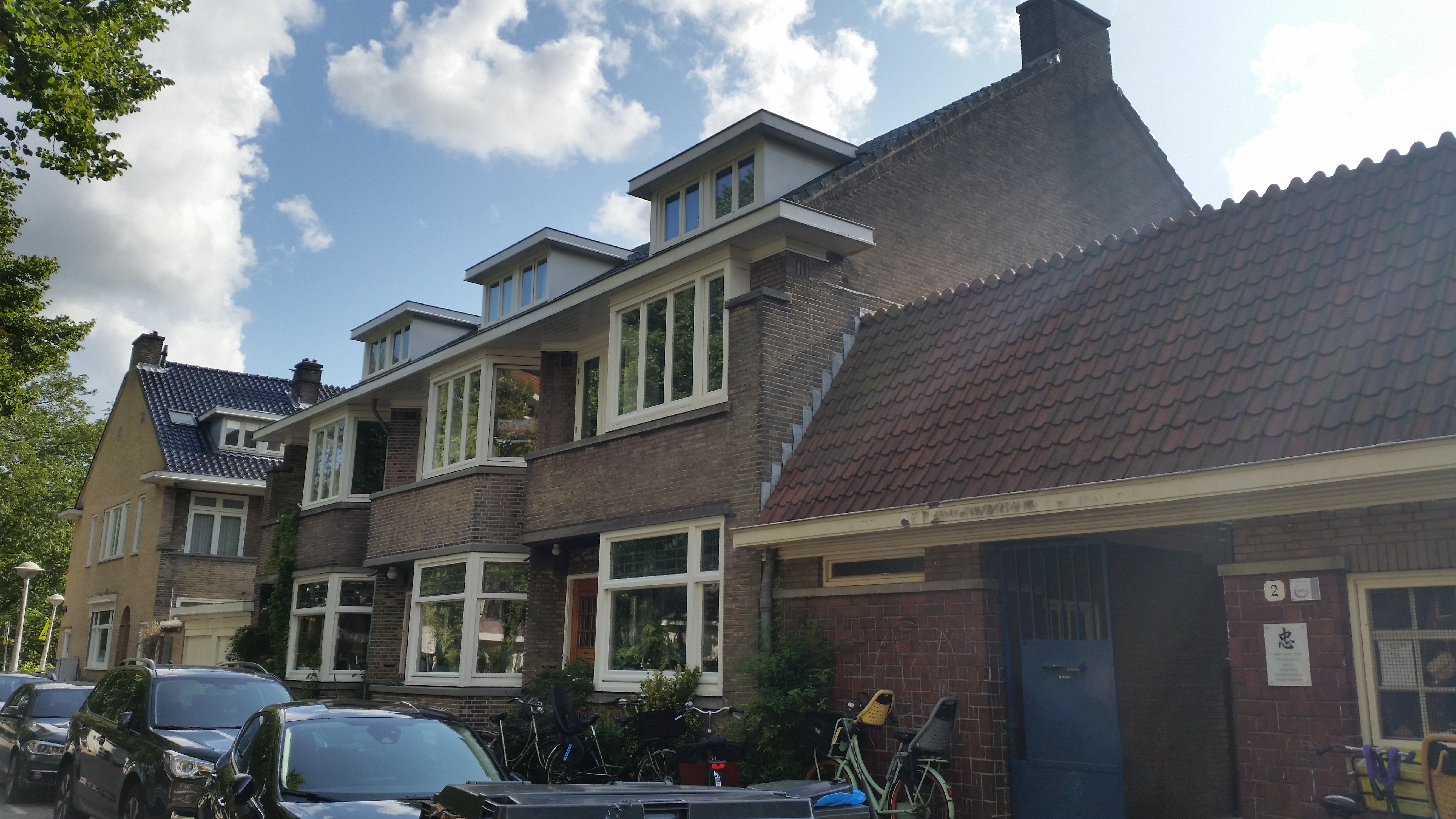
Donarstraat 2-8 (van rechts naar links, augustus 2019)